# Gnophos autumnalis
Gnophos autumnalis är en fjärilsart som beskrevs av Dhl 1953. Gnophos autumnalis ingår i släktet Gnophos och familjen mätare. Inga underarter finns listade i Catalogue of Life.